# Marcin Gębka

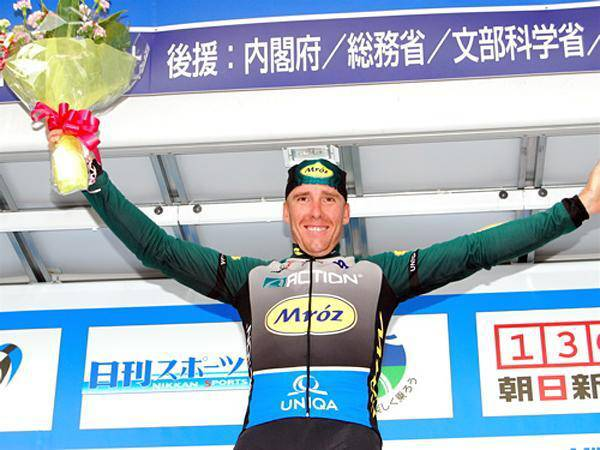
Marcin Gębka (2005) bei Siegerehrung der 7. Etappe der Tour of Japan

Marcin Gębka (* 8. April 1974 in Miszkowice) ist ein ehemaliger polnischer Radrennfahrer.
Marcin Gębka gewann 1997 eine Etappe bei der Friedensfahrt. 2000 entschied er unter anderem eine Etappe beim Course de la Solidarité Olympique für sich, wie auch 2004 und 2005. 2006 siegte er im Eintagesrennen Puchar Ministra Obrony Narodowej. Über mehrere Jahre verteilt konnte er bei der Bałtyk-Karkonosze Tour sieben Etappen gewinnen. 2008 beendete er seine Radsport-Laufbahn.

## Erfolge
1997
- eine Etappe Friedensfahrt

2002
- eine Etappe Course de la Solidarité Olympique

2004
- eine Etappe Course de la Solidarité Olympique

2005
- eine Etappe Course de la Solidarité Olympique

2007
- eine Etappe Bałtyk-Karkonosze Tour

2008
- eine Etappe Tour of Japan

## Teams
- 1998–1999 Mróz
- 2000 MAT-Ceresit CCC
- 2001 CCC Mat
- 2002 Weltour
- 2003 Weltour Radio Katowice
- 2004–2006 DHL-Author
- 2007 Dynatek
- 2008 Mróz Action Uniqa

| Personendaten    | Personendaten            |
| ---------------- | ------------------------ |
| NAME             | Gębka, Marcin            |
| KURZBESCHREIBUNG | polnischer Radrennfahrer |
| GEBURTSDATUM     | 8. April 1974            |
| GEBURTSORT       | Miszkowice               |